# Granívoro

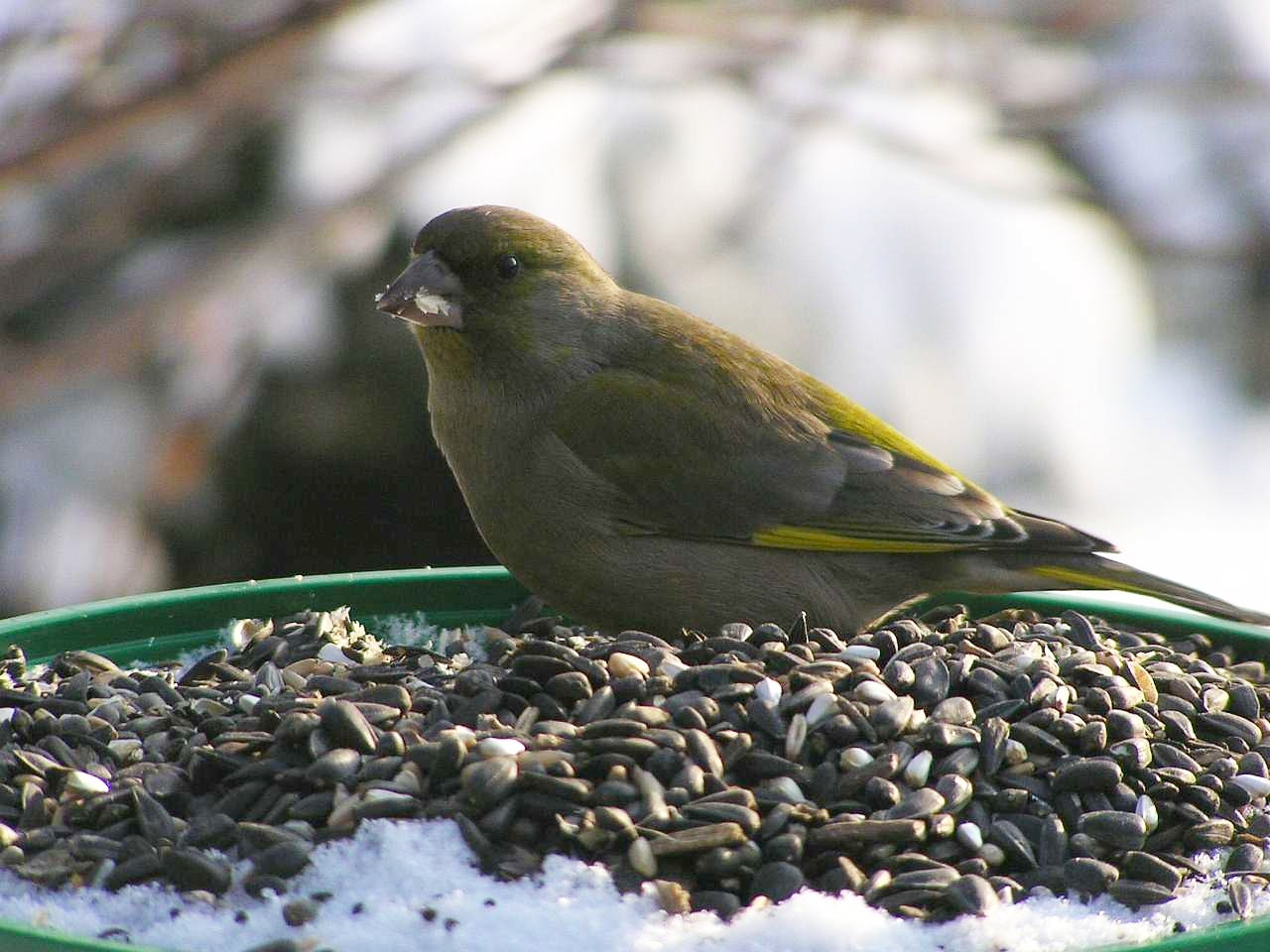
Un verderón alimentándose de granos de girasol.

Los granívoros (también llamados depredadores de semillas) son aquellos animales que tienen como alimento principal o exclusivo las semillas de plantas (o granos). Los granívoros pueden ser encontrados en muchas familias de vertebrados e invertebrados (especialmente mamíferos, aves e insectos).